# Martinho Silva
Martinho Silva (Penafiel, 15 de Janeiro de 1979), é um actor português.

## Carreira
Recebeu formação na Escola Profissional Balleteatro (Porto), frequentando de seguida um estágio com a companhia de teatro inglesa Proteus Theatre Company, em Basingstoke. Estreou-se como actor profissional no projecto do Teatro O Bando para a Expo98 Peregrinação, sob a direcção de João Brites, com a criação Clone Fighters, encenado por João Paulo Seara Cardoso (Teatro de Marionetas do Porto) (1998). Paralelamente participa no festival de dança Mergulho no Futuro com o espectáculo Acidente de Automóvel Cor de Laranja 10 Vezes, coreografia de Isabel Barros. Ainda em 1998 interpreta Franz Kafka em A Metamorfose, peça encenada por José Wallenstein (Visões Úteis). Em 1999, faz audição para o espectáculo A Ilusão Cómica de Pierre Corneille, e trabalha com Nuno Carinhas no Teatro Nacional S. João (TNSJ). Volta ao trabalho fisico sob a direção de Isabel Barros no solo Delete (Ballet Teatro Contemporano do Porto). E em 2000, no TNSJ integra o elenco de O Boticário – Lo Speziale, ópera de Joseph Haydn e libreto de Carlo Goldoni, com direcção de Ana Luisa Guimarães, também em Arranha Céus de Jacinto Lucas Pires, encenada por Ricardo Pais e ainda As Barcas de Gil Vicente encenado por Giorgio Barberio Corsetti. Em 2001 trabalha com Marcantonio Del Carlo, No Dia em que a C+S Fechou (TNSJ). Em 2002 trabalhou sob direção de Cláudio Hochman em Cyrano de Bergerac, de Edmond Rostand (Teatro da Trindade / Festival de Almada), e no musical Navio dos Rebeldes com texto de Margarida Fonseca Santos e música de César Viana. Salienta o trabalho com Maria Emília Correia no Teatro da Trindade em peças como Menino ao Colo de Armando Silva Carvalho (2002), A Maçã no Escuro de Clarice Lispector ou Auto da Cananea de Gil Vicente (2000). Trabalhou novamente com João Brites em Ensaio sobre a Cegueira de José Saramago (2004). Em 2005 é dirigido por Natália Luiza em A Montanha de Água Lilás de Pepetela (Teatro Meridional / Festival de Almada). Trabalha com Ana Tamen em Um Filho de Luísa Costa Gomes (Teatro da Malaposta). No Teatro Nacional D. Maria II integrou o elenco de A Ilha Encantada, adaptação de Hélia Correia de A Tempestade de Shakespeare. Estreou-se na encenação com A Casa de Petra Viana, que também interpretou no Teatro da Trindade (2005). Sob a direcção de António Feio participou no musical inspirado na vida dos (Xutos e Pontapés) Sexta-Feira 13 de Eduardo Madeira (Toyota Box, 2006) e em Dois Amores de Ray Cooney (Teatro Villaret, 2006). Mais recentemente regressou ao Teatro Nacional D. Maria II com o espéctaculo Amadeus de Petter Shaffer, encenado por Tim Carrol 2011
No Cinema, participou em Mistérios de Lisboa, baseado no romance de Camilo Castelo Branco, realizado por Raul Ruiz, produzido por Clap Filmes (2010)
Em Televisão, participou na novela Nunca Digas Adeus TVI,(2003), na série juvenil Morangos com Açúcar TVI, (2004), na sitcom Aqui Não Há Quem Viva SIC (2006), na telenovela Perfeito Coração SIC (2010), na série Maternidade RTP (2010) e na telenovela Espírito Indomável TVI (2011) e na telenovela Golpe de Sorte (2020).

## Televisão
| Ano         | Projeto                                 | Papel                                | Notas                 | Canal |
| ----------- | --------------------------------------- | ------------------------------------ | --------------------- | ----- |
| 2001        | Nunca Digas Adeus                       | Nuno                                 | Elenco Adicional      | TVI   |
| 2001 - 2002 | Super Pai                               | Fernando                             | Elenco Adicional      | TVI   |
| 2004        | Morangos com Açúcar - Férias de Verão 1 | Diamantino Chaves "Diamand Keys"     | Elenco Adicional      | TVI   |
| 2004        | Inspetor Max                            | Rui Macedo                           | Ator Convidado        | TVI   |
| 2005        | Inspetor Max                            | Danilo                               | Ator Convidado        | TVI   |
| 2006 - 2008 | Aqui Não Há Quem Viva                   | Rui                                  | Elenco Principal      | SIC   |
| 2008        | Dois Amores                             | Beto Franklin                        | Elenco Principal      | RTP1  |
| 2008        | Liberdade 21                            | Padre Soares                         | Elenco Adicional      | RTP1  |
| 2008 - 2009 | Vila Faia                               | Manuel Marinhais (jovem)             | Elenco Principal      | RTP1  |
| 2009 - 2010 | Perfeito Coração                        | Xavier                               | Elenco Adicional      | SIC   |
| 2010        | Pai à Força                             | Ricardo                              | Elenco Adicional      | RTP1  |
| 2011 - 2013 | Maternidade                             | Bruno Silva                          | Elenco Principal      | RTP1  |
| 2011        | Mistérios de Lisboa                     | José Salema                          |                       | RTP1  |
| 2011        | Espírito Indomável                      | Nuno Sacramento                      | Elenco Principal      | TVI   |
| 2011        | Redenção                                | Bruno Sampaio                        | Elenco Adicional      | TVI   |
| 2012        | Um Sonho Adiado                         | Pedro                                | Protagonista          | TVI   |
| 2012 - 2013 | Louco Amor                              | Tomás Soeiro                         | Elenco Principal      | TVI   |
| 2013 - 2016 | Bem-Vindos a Beirais                    | Nuno Aires                           | Elenco Principal      | RTP1  |
| 2015 - 2016 | Nelo e Idália                           | Elias                                | Ator Convidado        | RTP1  |
| 2015        | Donos Disto Tudo                        | Vários Papéis                        | Elenco Adicional      | RTP1  |
| 2015        | Poderosas                               | José Maria de Sousa e Ataíde (jovem) | Participação Especial | SIC   |
| 2016        | Coração d'Ouro                          | Sérgio                               | Elenco Adicional      | SIC   |
| 2017        | Amor Maior                              | Rafalel                              | Elenco Adicional      | SIC   |
| 2017        | Ministério do Tempo                     | Correia                              | Elenco Adicional      | RTP1  |
| 2017        | Inspetor Max                            | Valter                               | Ator convidado        | TVI   |
| 2017 - 2018 | Paixão                                  | Rodrigo                              | Elenco Adicional      | SIC   |
| 2018 - 2019 | Vidas Opostas                           | Caio Leal                            | Elenco Principal      | SIC   |
| 2018        | Cá Por Casa                             | Menino Jesus                         | Ator Convidado        | RTP1  |
| 2019        | Cá Por Casa                             | Príncipe Harry                       | Ator Convidado        | RTP1  |
| 2019        | Nazaré                                  | Rogério Castro                       | Participação Especial | SIC   |
| 2020 - 2021 | Golpe de Sorte                          | Nelson Farias                        | Elenco Principal      | SIC   |
| 2024        | Cacau                                   | Justino Vaz Pereira (jovem)          | Elenco Adicional      | TVI   |
| 2025        | Vizinhos Para Sempre                    | António                              | Elenco Adicional      | TVI   |

## Cinema
- Linhas de Sangue - 2018